# Thera dentifasciata
Thera dentifasciata är en fjärilsart som beskrevs av George Francis Hampson 1895. Thera dentifasciata ingår i släktet Thera och familjen mätare. Inga underarter finns listade i Catalogue of Life.